# أرزوا
بلدية أرزوا (بالإسبانية: Arzúa)‏، هي إحدى بلديات مقاطعة لا كرونيا إحدى مقاطعات إسبانيا، والتي تقع في منطقة جليقية شمال غرب إسبانيا.
يبلغ عدد سكانها 6.776 نسمة وفقاً لإحصائية سنة (2002).

## أعلام
- بابلو إينسوا